# Serhij Kułynycz
Serhij Wiktorowycz Kułynycz, ukr. Сергій Вікторович Кулинич (ur. 9 stycznia 1995 we wsi Mała Tokmaczka, w obwodzie zaporoskim, Ukraina) – ukraiński piłkarz, grający na pozycji obrońcy.

## Kariera piłkarska

### Kariera klubowa
Wychowanek Metałurha Zaporoże, barwy którego bronił w juniorskich mistrzostwach Ukrainy (DJuFL). 5 września 2012 rozpoczął karierę piłkarską w drużynie młodzieżowej zaporoskiego klubu. 1 marca 2015 debiutował w składzie pierwszej drużyny Metałurha. 10 lutego 2016 przeszedł do FK Mińsk. 1 lutego 2018 zasilił skład Olimpiku Donieck. 1 lipca 2018 za obopólną zgodą kontrakt z klubem został anulowany.